# Knights of Peter Claver

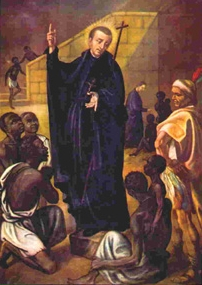
Heiliger Petrus Claver als Seelsorger der afrikanischen Sklaven

Die Knights of Peter Claver (Abkürzung:KPC, deutsch: Ritter vom Heiligen Petrus Claver) sind eine ritterliche Bruderschaft in der Römisch-katholischen Kirche. Sie wurde im Jahre 1909 als eine afro-amerikanische und katholische Bruderschaft von Pater Conrad Friedrich Rebesher SJ und 6 weiteren Gründungsmitgliedern in Mobile (Alabama) (USA) gegründet. Sie ist in den Vereinigten Staaten und Südafrika tätig. Die KPC, inklusive der Frauenorganisation, ist die größte und älteste afro-amerikanische Laienorganisation.

## Geschichte
Der aus Polen stammende Jesuit Conrad Friedrich Rebesher und die Jesuiten Samuel Kelly, Joseph Peter Van Baast, John Henry Dorsey sowie Gilbert Faustina, Francis Xavier Collins und Francis Trenier gründeten am 7. November 1909 die erste lokale Gruppe innerhalb einer Pfarrgemeinde. Im selben Jahr wurden sie durch den Bischof von Mobile, Edward Patrick Allen, anerkannt. Zum Namensgeber erwählten sie sich den Heiligen Petrus Claver, der im 17. Jahrhundert in Afrika missioniert hatte. Zum Aufbau ihrer Organisation orientierten sie sich an den bereits bestehenden Kolumbusrittern. Im Jahre 1922 schloss sich der Bruderschaft eine Frauenorganisation (Ladies Auxiliary) an, deren offizielle Anerkennung 1926 folgte. Bereits im Jahre 1917 begann der Aufbau einer männlichen Jugendorganisation, die 1935 mit der formalen Eingliederung ihren Abschluss fand. 1930 wurde eine Abteilung für junge Mädchen gegründet. Seit 1917 wurden ehrbare und verdiente Mitglieder im „Sublimed and Meritorius Fourth Degree“ aufgenommen. Voraussetzung hierzu war eine vierjährige Mitgliedschaft und eine aktive Mitarbeit in der Bruderschaft und der Gemeinde. Die geehrten Mitglieder  erhalten den Ehrentitel „Sir Knight“ und „Gracious Lady“.

## Organisation
Die Hauptgeschäftsstelle der KPC ist in New Orleans beheimatet. Sie wird vom gewählten Präsidenten dem „Supreme Knight“ und seinem Präsidium geleitet. Die Bruderschaft besteht aus 298 männlichen und 312 weiblichen Abteilungen (Divisions). Die Jugendorganisation, im Alter von 7 bis 18 Jahren, gliedert sich in 123 Gruppen (Councils) für die männliche und 208 Councils für weibliche Jugendliche. Die KPC ist assoziiertes Mitglied der International Alliance of Catholic Knights und eine vom Päpstlichen Rat für die Laien als geistliche Gemeinschaft anerkannte Vereinigung von Gläubigen.

## Angebote
Die KPC bittet alle Mitglieder um eine aktive Teilnahme in ihren Pfarrgemeinden und um Mitgestaltung der Heiligen Messe. Sie unterstützen karitative Projekte ihrer Gemeinden, an Schulen und Universitäten, sowie in anderen nationalen Hilfsorganisationen. Ihre Ziele definieren sie in
- der Hilfe für den Pfarrer, für die Pfarrgemeinde und dem örtlichen Bischof,
- der aktiven Mitarbeit als Gruppe und Gemeinschaft,
- dem Stolz und der Teilnahme am zivilen Leben,
- der Glaubensdarstellung,
- der Teilnahme an sozialen Entwicklungen,
- dem Angebot von Bildung,
- der charakterlichen Entwicklung der Jugend und letztlich
- in dem Angebot ihre Mitglieder sozial und bildungsmäßig zu begeistern.